# Säsong 8 av Simpsons
Åttonde säsongen av Simpsons sändes ursprungligen mellan 27 oktober 1996 och 18 maj 1997. Show runners för åttonde produktionen var Bill Oakley och Josh Weinstein. Två avsnitt producerades för den tidigare säsongen med samma show runner. I två avsnitt var också Al Jean och Mike Reiss show runners.
Säsongen vann två Emmy Award för Homer's Phobia som vann en "Outstanding Animated Program (for Programming One Hour or Less)" under 1997, och Alf Clausen med Ken Keeler som vann "Outstanding Individual Achievement in Music and Lyrics" med låten "We Put The Spring In Springfield" från avsnittet Bart After Dark. Alf Clausen fick också en nominering för "Outstanding Music Direction" för avsnittet Simpsoncalifragilisticexpiala(Annoyed Grunt)cious. Brother from Another Series var nominerad till en Emmy Award för "Sound Mixing For a Comedy Series or a Special". Avsnittet Homer's Phobia gav Mike Anderson en Annie Ward för "Best Individual Achievement: Directing in a TV Production'", och en WAC för "Best Director for Primetime Series" på World Animation Celebration under 1998. Gay & Lesbian Alliance Against Defamation prisade också avsnittet under GLAAD Media Award med priset "Outstanding TV - Individual Episode".

## Lista över avsnitt
| Nr i serien | Nr i säsongen | Titel                                                                   | Regissör          | Författare                                               | Sändningsdatum   | Produktkod |
| --- | ------------- | ----------------------------------------------------------------------- | ----------------- | -------------------------------------------------------- | ---------------- | ---------- |
| 154 | 1             | "Treehouse of Horror VII"                                               | Mike B. Anderson  | Dan Greaney, David S. Cohen & Ken Keeler                 | 27 oktober 1996  | 4F02       |
| Homer försöker tända en haloweenpumpa men börjar brinna själv istället. The Thing and I - Bart och Lisa upptäcker att någon gömmer sig på vinden, det visar sig vara Barts okända tvilling, Hugo. The Genesis Tub - Då Bart ger Lisa en elstöt förvandlas hennes skolprojekt till levande organismer, och hon har lyckats skapa liv. Citizen Kang - Kang & Kodos kidnappar Homer som en del av deras plan för att ta över Jorden. Han får dem att byta liv med presidentkandidaterna Bill Clinton och Bob Dole. Gästskådespelare: Phil "Brian-On-A-Stick" Hartman (Phil Hartman).                |               |                                                                         |                   |                                                          |                  |            |
| 155 | 2             | "You Only Move Twice"                                                   | Mike B. Anderson  | John Swartzwelder                                        | 3 november 1996  | 3F23       |
| Homer börjar jobba på Globex Corporation och familjen flyttar till Cypress Creek där ingen i familjen förutom Homer trivs. Samtidigt håller Homers nya chef, Hank Scorpio, på att planera något ont. Gästskådespelare: A. Brooks. |               |                                                                         |                   |                                                          |                  |            |
| 156 | 3             | "The Homer They Fall"                                                   | Mark Kirkland     | Jonathan Collier                                         | 10 november 1996 | 4F03       |
| Bart köper ett superbälte från Comic Book Guy som skolans mobbare snor av honom. Då Moe ser Homer ta emot smällar övertalar han honom att inledda en boxningskarriär, som går lysande tills han möter Drederick Tatum. Gästskådespelare: Michael Buffer och Paul Winfield. |               |                                                                         |                   |                                                          |                  |            |
| 157 | 4             | "Burns, Baby Burns"                                                     | Jim Reardon       | Ian Maxtone-Graham                                       | 17 november 1996 | 4F05       |
| Familjen besöker Mt. Swartzwelder Historic Cider Mill och på vägen hem plockar de upp en liftare. Liftaren visar sig vara Larry Burns, son till Mr. Burns. Han bestämmer sig för att lära sig familjeyrket men medan Mr. Burns blir mindre förtjust i honom, tröttnar Larry på sin nya livsstil. Gästskådespelare: Rodney Dangerfield. |               |                                                                         |                   |                                                          |                  |            |
| 158 | 5             | "Bart After Dark"                                                       | Dominic Polcino   | Richard Appel                                            | 24 november 1996 | 4F06       |
| Lisa är med Marge och Maggie och tvättar rent stenar från ett oljeläckage. Då Bart leker med sina kompisar smyger han sig in till glädjehuset, Maison Derrière där han förstör trädgårdsdekorationen och träffar Belle. Belle besöker Homer och han tvingar Bart att arbeta av sin skuld på Maison Derrière. Då ryktet om glädjehuset sprids börjar kampen om att få riva eller behålla glädjehuset. |               |                                                                         |                   |                                                          |                  |            |
| 159 | 6             | "A Milhouse Divided"                                                    | Steven Dean Moore | Steve Tompkins                                           | 1 december 1996  | 4F04       |
| Marge ordnar en middagsbjudning för sin vänner med familj, på bjudningen skiljer sig Kirk och Luann Van Houten och båda skaffar nya partners. Homer märker också att hans äktenskap med Marge är nere och bestämmer sig för att skilja sig från Marge i några dagar. |               |                                                                         |                   |                                                          |                  |            |
| 160 | 7             | "Lisa's Date with Density"                                              | Susie Dietter     | Mike Scully                                              | 15 december 1996 | 4F01       |
| Chalmers bilmärke blir stulet och skurken visar sig vara Nelson, som även stulit från andra. Lisa blir förälskad i honom med hopp om att hon kan förändra honom. Homer börjar med telefonförsäljning, då han hittar en autouppringare. |               |                                                                         |                   |                                                          |                  |            |
| 161 | 8             | "Hurricane Neddy"                                                       | Bob Anderson      | Steve Young                                              | 29 december 1996 | 4F07       |
| Springfield drabbas av en orkan, men bara familjen Flanders drabbas allvarligt då deras hus raserars. De flyttar in till kyrkan medan Springfields invånare bygger upp deras hus, men huset har så allvarliga fel att Ned får ett sammanbrott. Gästskådespelare: Jon Lovitz. |               |                                                                         |                   |                                                          |                  |            |
| 162 | 9             | "El Viaje Misterioso de Nuestro Jomer (The Mysterious Voyage of Homer)" | Jim Reardon       | Ken Keeler                                               | 5 januari 1997   | 3F24       |
| Homer besöker chilifestivalen med familjen där han utmanas av Wiggum att äta Quetzlzacatenango-pepparn från Guatemala vilket leder till att han drabbas av hallucinationer. Han bestämmer sig för att söka sin själsfrände, då han får reda på att det inte är Marge. Gästskådespelare: Johnny Cash. |               |                                                                         |                   |                                                          |                  |            |
| 163 | 10            | "The Springfield Files"                                                 | Steven Dean Moore | Reid Harrison                                            | 12 januari 1997  | 3G01       |
| Då Homer är på väg hem från Moe's Tavern, träffar han på en utomjording, men har inga bevis men hamnar i tidningen. Mulder och Scully från FBI, i tv-serien Arkiv X kommer och träffar Homer för att klargöra om det finns utomjordingar. Gästskådespelare: David Duchovny, Gillian Anderson och Leonard Nimoy. |               |                                                                         |                   |                                                          |                  |            |
| 164 | 11            | "The Twisted World of Marge Simpson"                                    | Chuck Sheetz      | Jennifer Crittenden                                      | 19 januari 1997  | 4F08       |
| Då Marge blir utkastad från Springfield Investorettes startar hon franchise och säljer kringlor, men då hon får konkurrens från Springfield Investorettes som börjar saluföra mat från Mellanöstern som franchise kontaktar Homer maffian. Gästskådespelare: Jack Lemmon, Joe Mantegna och Marcia Wallace. |               |                                                                         |                   |                                                          |                  |            |
| 165 | 12            | "Mountain of Madness"                                                   | Mark Kirkland     | John Swartzwelder                                        | 2 februari 1997  | 4F10       |
| Då brandövningen på Springfields kärnkraftverk anordnas en partävling bland arbetarna i Mt. Useful. Homers lagkamrat är Mr. Burns och tillsammans fuskar de men blir instängda efter ett snöskred. Waylon Smithers får oväntat sällskap med Lisa och Bart som skinkar honom. |               |                                                                         |                   |                                                          |                  |            |
| 166 | 13            | "Simpsoncalifragilisticexpiala(Annoyed Grunt)cious"                     | Chuck Sheetz      | Al Jean & Mike Reiss                                     | 7 februari 1997  | 3G03       |
| Då Marge visar sig har stressymtom anlitar familjen barnflickan Shary Bobbins. Hela familjen älskar henne, speciellt hennes intresse för musikaler och får familjen att börja sjunga. |               |                                                                         |                   |                                                          |                  |            |
| 167 | 14            | "The Itchy & Scratchy & Poochie Show"                                   | Steven Dean Moore | David S. Cohen                                           | 9 februari 1997  | 4F12       |
| Då tittarsiffrorna för Itchy & Scratchy sjunker skapar de en ny karaktär, hunden Poochie, vars röst görs av Homer, men tittarna är inte förtjusta i Poochie. Familjen får också en inneboende, ungdomen Roy. Gästskådespelare: Alex Rocco och Phil Hartman. |               |                                                                         |                   |                                                          |                  |            |
| 168 | 15            | "Homer's Phobia"                                                        | Mike B. Anderson  | Ron Hauge                                                | 16 februari 1997 | 4F11       |
| Då familjen säljer en släktklenod träffar de John som är homosexuell. Homer blir vän med honom tills han upptäcker att han är homosexuell och uppskattar inte att resten av familjen umgås med honom. Homer misstänker att Bart är på väg att bli homosexuell och tar med sig honom på hjortjakt. Gästskådespelare: John Waters. |               |                                                                         |                   |                                                          |                  |            |
| 169 | 16            | "Brother from Another Series"                                           | Pete Michels      | Ken Keeler                                               | 23 februari 1997 | 4F14       |
| Sideshow Bob släpps från fängelset och börjar jobba på vattenkraftverket tillsammans med sin bror Cecil. Bart misstänker att Sideshow Bob planerar något skumt och tar hjälp av Lisa. Gästskådespelare: David Hyde Pierce, Kelsey Grammer och Marcia Wallace. |               |                                                                         |                   |                                                          |                  |            |
| 170 | 17            | "My Sister, My Sitter"                                                  | Jim Reardon       | Dan Greaney                                              | 2 mars 1997      | 4F13       |
| Lisa börjar jobba som barnvakt och får inga problem innan hon blir barnvakt åt Bart medan Homer och Marge är på invigningen av South Street Squid Port. För att rädda sin barnvaktskarriär måste hon ta Bart till Nick Riviera men det blir inte lätt då Maggie ätit mokaglass. |               |                                                                         |                   |                                                          |                  |            |
| 171 | 18            | "Homer vs. the Eighteenth Amendment"                                    | Bob Anderson      | John Swartzwelder                                        | 16 mars 1997     | 4F15       |
| Då Bart blir berusad på St. Patrick's Day upptäcker man att Springfield haft alkoholförbud i 200 år, trots det minskar inte spritflödet, så man tar in Rex Banner och avskedar Clancy. Homer blir känd som Beer Baron. Gästskådespelare: Dave Thomas och Joe Mantegna. |               |                                                                         |                   |                                                          |                  |            |
| 172 | 19            | "Grade School Confidential"                                             | Susie Dietter     | Rachel Pulido                                            | 6 april 1997     | 4F09       |
| På Martins födelsedagsfest blir Skinner och Krabappel ett par och det upptäcks av Bart som blir deras budbärare då de försöker hålla relationen hemlig. Då ett rykte börjar spridas om att Skinner och Krabappel haft umgänge i städskrubben blir båda avskedade. Gästskådespelare: Marcia Wallace. |               |                                                                         |                   |                                                          |                  |            |
| 173 | 20            | "The Canine Mutiny"                                                     | Dominic Polcino   | Ron Hauge                                                | 13 april 1997    | 4F16       |
| Bart beställer ett kreditkort åt Santa's Little Helper. Med kreditkortet köper han hunden Laddie som hela familjen älskar. Då indrivaren tar tillbaka varorna som Bart köpt tar de Santa's Little Helper istället för Laddie. Men Bart märker att han inte trivs med Laddie och skänker den till polisen och försöker få tillbaka Santa's Little Helper. Gästskådespelare: Frank Welker. |               |                                                                         |                   |                                                          |                  |            |
| 174 | 21            | "The Old Man and the Lisa"                                              | Mark Kirkland     | John Swartzwelder                                        | 20 april 1997    | 4F17       |
| Lisa börjar delta i återvinningsprogrammet i skolan men det visar sig lönlöst. Mr. Burns blir bankrutt efter felinvesteringar och flyttar in till Springfield Retirement Castle där han träffar Lisa, han lyckats övertala henne att hjälpa henne att återfå sin förmögenhet mot att han lovar att sluta vara ond. Gästskådespelare: Bret Hart. |               |                                                                         |                   |                                                          |                  |            |
| 175 | 22            | "In Marge We Trust"                                                     | Steven Dean Moore | Donick Cary                                              | 27 april 1997    | 4F18       |
| Marge börjar volontera i kyrkan och börjar hjälpa personer i nöd, vilket gör pastor Lovejoy deprimerad. Homer tar med sig barnen till återvinningsstationen där de hittar ett japanskt diskmedel med en avbildning av Homer på förpackningen så de kontaktar företaget för att få svar. Gästskådespelare: Frank Welker, Gedde Watanabe och Sab Shimono. |               |                                                                         |                   |                                                          |                  |            |
| 176 | 23            | "Homer's Enemy"                                                         | Jim Reardon       | John Swartzwelder                                        | 4 maj 1997       | 4F19       |
| På Springfields kärnkraftverk börjar Frank Grimes som blir Homers fiende, han blir arg på honom för har det så lyckat och är populär eftersom han själv har det svårt. Homer bestämmer sig för att bli vän med honom. Bart köper på auktion fabriken på 35 Industry Way och anställer Milhouse till sin nya fabrik. Gästskådespelare: Frank Welker. |               |                                                                         |                   |                                                          |                  |            |
| 177 | 24            | "The Simpsons Spin-Off Showcase"                                        | Neil Affleck      | Dan Greaney, David S. Cohen, Ken Keeler & Steve Tompkins | 11 maj 1997      | 4F20       |
| Troy McClure presenterar tre pilotavsnitt av spinoffer till Simpsons. Chief Wiggum, P.I. - Clancy Wiggum och Seymour Skinner som Skinnboy arbetar som dektiver i New Orleans och träffar Big Daddy som kidnappar Ralph under Mardi Gras. The Love-Matic Grampa - Abraham Simpsons själ hamnar i Love Tester-maskinen på Moe's Tavern. Han hjälper Moe Szyslak gå på dejt men det går dåligt. The Simpson Family Smile-Time Variety Hour - Lisa ersätts av en stand-in då familjen har en musikalshow tillsammans med Tim Conway. Gästskådespelare: Gailard Sartain, Phil Hartman och Tim Conway. |               |                                                                         |                   |                                                          |                  |            |
| 178 | 25            | "The Secret War of Lisa Simpson"                                        | Mike B. Anderson  | Richard Appel                                            | 18 maj 1997      | 4F21       |
| Bart, eftersom han bråkar och Lisa, för hon vill ha en utmaning börjar på Rommelwood. Bart sköter sig bra men Lisa blir utstött eftersom hon är den enda tjejen. Gästskådespelare: Marcia Wallace och Willem Dafoe. |               |                                                                         |                   |                                                          |                  |            |

## Hemvideoutgivningar
DVD-boxen med åttonde säsongen släpptes av 20th Century Fox i USA och Kanada den 15 augusti 2006, förutom samtliga avsnitt från säsongen innehåller den bonusmaterial som kommentarer för samtliga episoder och borttagna scener. Den släpptes i region 2 den 2 september 2006 och i region 4 den 2 oktober 2006.
Förutom den vanlig boxen släpptes den även i en alternativ förpackningar, en "Collector's Edition" som var ett plastpaket med Maggies ansikte. Utseendet på menyn liknar de föregående. Liksom förra säsongen såldes båda förpackningsvarianterna separat.
| The Complete Eighth Season (Region 1) | | | |
| Detaljer | Detaljer | Detaljer | Extra material |
| - 25 avsnitt - 4-disk - 4:3 - Språk: - Engelska (Dolby Digital 5.1, med undertexter) - Spanska (Dolby Digital, med undertexter) - Franska (Dolby Digital) - Språkval för Homer's Enemy: Tjeckiska, Tyska, Franska och Japanska | - 25 avsnitt - 4-disk - 4:3 - Språk: - Engelska (Dolby Digital 5.1, med undertexter) - Spanska (Dolby Digital, med undertexter) - Franska (Dolby Digital) - Språkval för Homer's Enemy: Tjeckiska, Tyska, Franska och Japanska | - 25 avsnitt - 4-disk - 4:3 - Språk: - Engelska (Dolby Digital 5.1, med undertexter) - Spanska (Dolby Digital, med undertexter) - Franska (Dolby Digital) - Språkval för Homer's Enemy: Tjeckiska, Tyska, Franska och Japanska | - Kommentarer som tillval - Introduktion från Matt Groening - Borttagna scener med kommentarer som tillval - The Simpsons House - Animations skisser för Treehouse of Horror VII, In Marge We Trust" och The Secret War of Lisa Simpson - Skisskommentarer för Treehouse of Horror VII, Homer vs. the Eighteenth Amendment, Lisa's Date with Density och The Secret War of Lisa Simpson - Originalskisser - Reklam med Matt Groening |
| Releasedatum | | | - Kommentarer som tillval - Introduktion från Matt Groening - Borttagna scener med kommentarer som tillval - The Simpsons House - Animations skisser för Treehouse of Horror VII, In Marge We Trust" och The Secret War of Lisa Simpson - Skisskommentarer för Treehouse of Horror VII, Homer vs. the Eighteenth Amendment, Lisa's Date with Density och The Secret War of Lisa Simpson - Originalskisser - Reklam med Matt Groening |
| Region 1 | Region 2 | Region 4 | - Kommentarer som tillval - Introduktion från Matt Groening - Borttagna scener med kommentarer som tillval - The Simpsons House - Animations skisser för Treehouse of Horror VII, In Marge We Trust" och The Secret War of Lisa Simpson - Skisskommentarer för Treehouse of Horror VII, Homer vs. the Eighteenth Amendment, Lisa's Date with Density och The Secret War of Lisa Simpson - Originalskisser - Reklam med Matt Groening |
| 15 augusti 2006 | 2 oktober 2006 | 27 september 2006 | - Kommentarer som tillval - Introduktion från Matt Groening - Borttagna scener med kommentarer som tillval - The Simpsons House - Animations skisser för Treehouse of Horror VII, In Marge We Trust" och The Secret War of Lisa Simpson - Skisskommentarer för Treehouse of Horror VII, Homer vs. the Eighteenth Amendment, Lisa's Date with Density och The Secret War of Lisa Simpson - Originalskisser - Reklam med Matt Groening |